# Municipio de Moreland (Misuri)
El municipio de Moreland (en inglés: Moreland Township) es un municipio ubicado en el condado de Scott en el estado estadounidense de Misuri. En el año 2010 tenía una población de 3486 habitantes y una densidad poblacional de 24,15 personas por km².

## Geografía
El municipio de Moreland se encuentra ubicado en las coordenadas 37°5′53″N 89°33′22″O / 37.09806, -89.55611, aproximadamente 210.37 km al sur de San Luis. Es una de las principales ciudades del estado y alberga el icónico Gateway Arch. Según la Oficina del Censo de los Estados Unidos, el municipio tiene una superficie total de 144.37 km², de la cual 143,61 km² corresponden a tierra firme y (0,52 %) 0,75 km² es agua.

## Demografía
Según el censo de 2010, había 3486 personas residiendo en el municipio de Moreland. La densidad de población era de 24,15 hab./km². De los 3486 habitantes, el municipio de Moreland estaba compuesto por el 96,27 % blancos, el 1,58 % eran afroamericanos, el 0,26 % eran amerindios, el 0,06 % eran asiáticos, el 0,72 % eran de otras razas y el 1,12 % eran de una mezcla de razas. Del total de la población el 1,52 % eran hispanos o latinos de cualquier raza.